# Universidad Americana (Washington D. C.)
La Universidad Americana (American University en idioma inglés) es una universidad privada ubicada en Washington D. C. (Estados Unidos) afiliada a la Iglesia Metodista y dedicada a la investigación y docencia en el campo de las artes liberales desde 1893.

## Historia
Fue establecida por una ley del Congreso de los Estados Unidos de América de 5 de diciembre de 1892 bajo la denominación "The American University", y aprobada por el presidente Benjamin Harrison el 24 de febrero de 1893. Tiene aproximadamente 6000 estudiantes de pregrado y 3912 estudiantes de posgrado.

## Áreas
La Universidad Americana posee ocho facultades: 
- School of International Service
- College of Arts and Sciences
- Kogod School of Business
- School of Communication
- School of Professional and Extended Studies
- School of Public Affairs
- School of Education[3]
- Washington College of Law (WCL).

## Deportes
Los American University Eagles compiten en la Patriot League de la NCAA. Es la única universidad de la conferencia que no tiene equipo de fútbol americano.